# ヤビツ峠

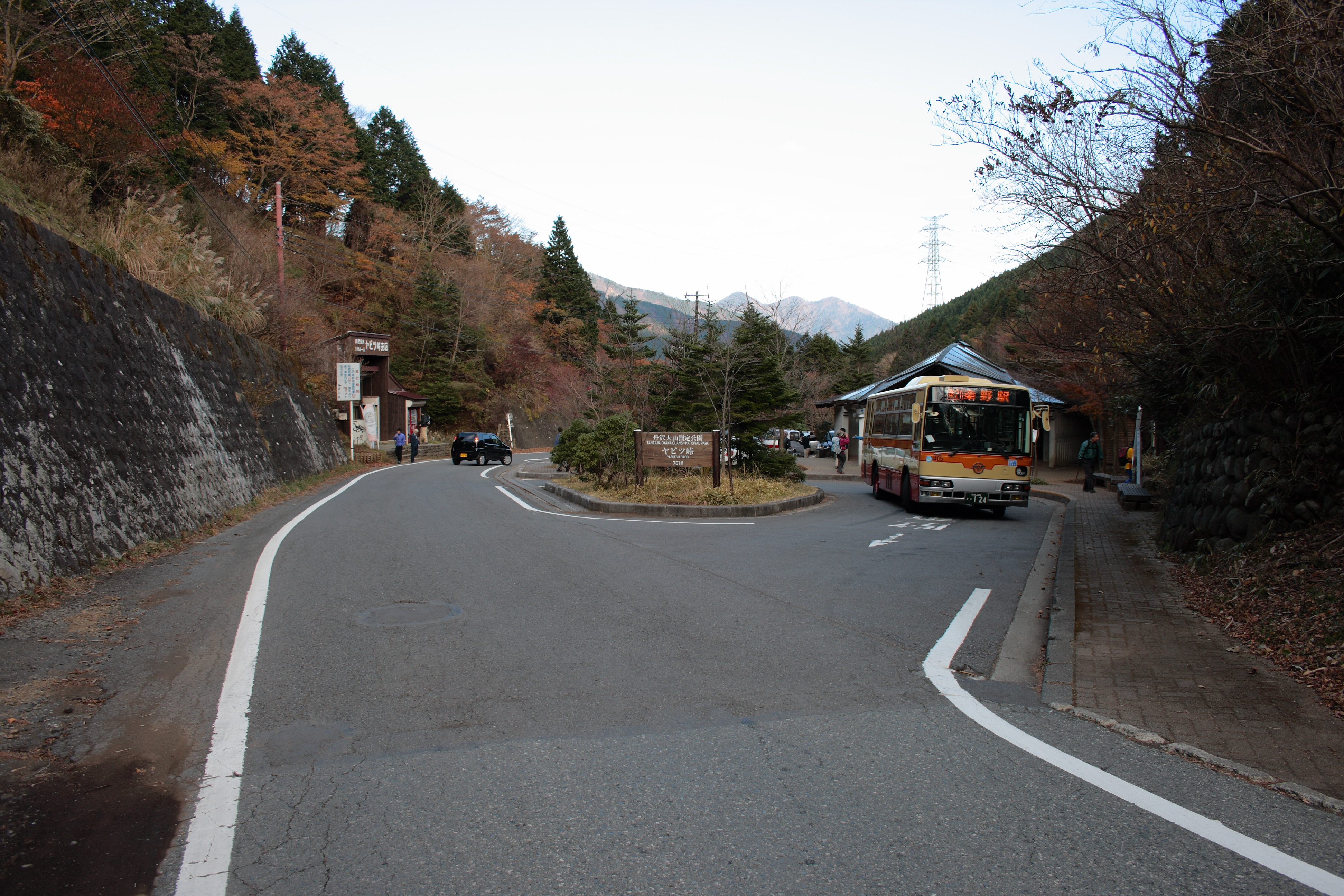
ヤビツ峠全景 奥には丹沢三峰が見える。

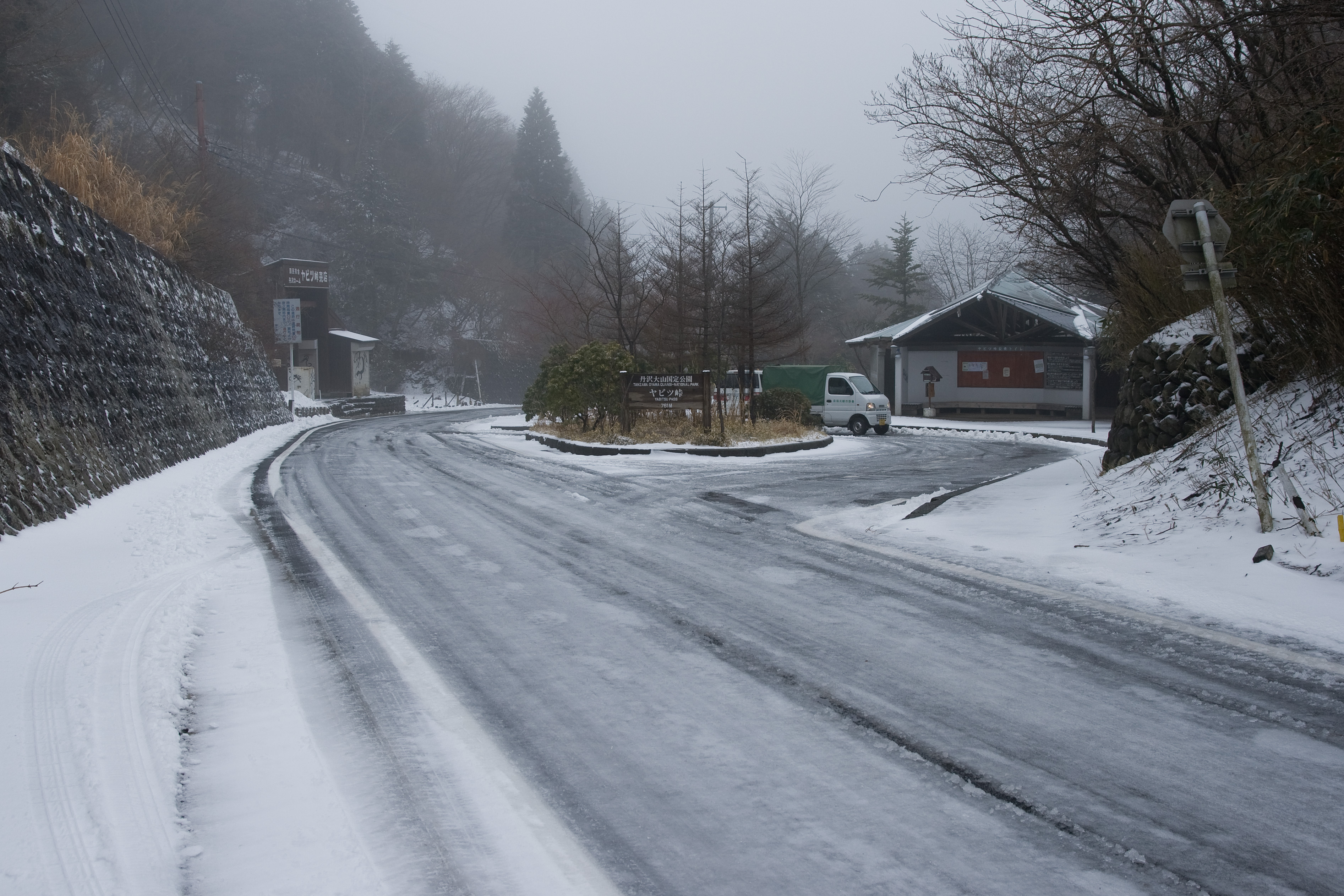
冬季は路面凍結することもある。

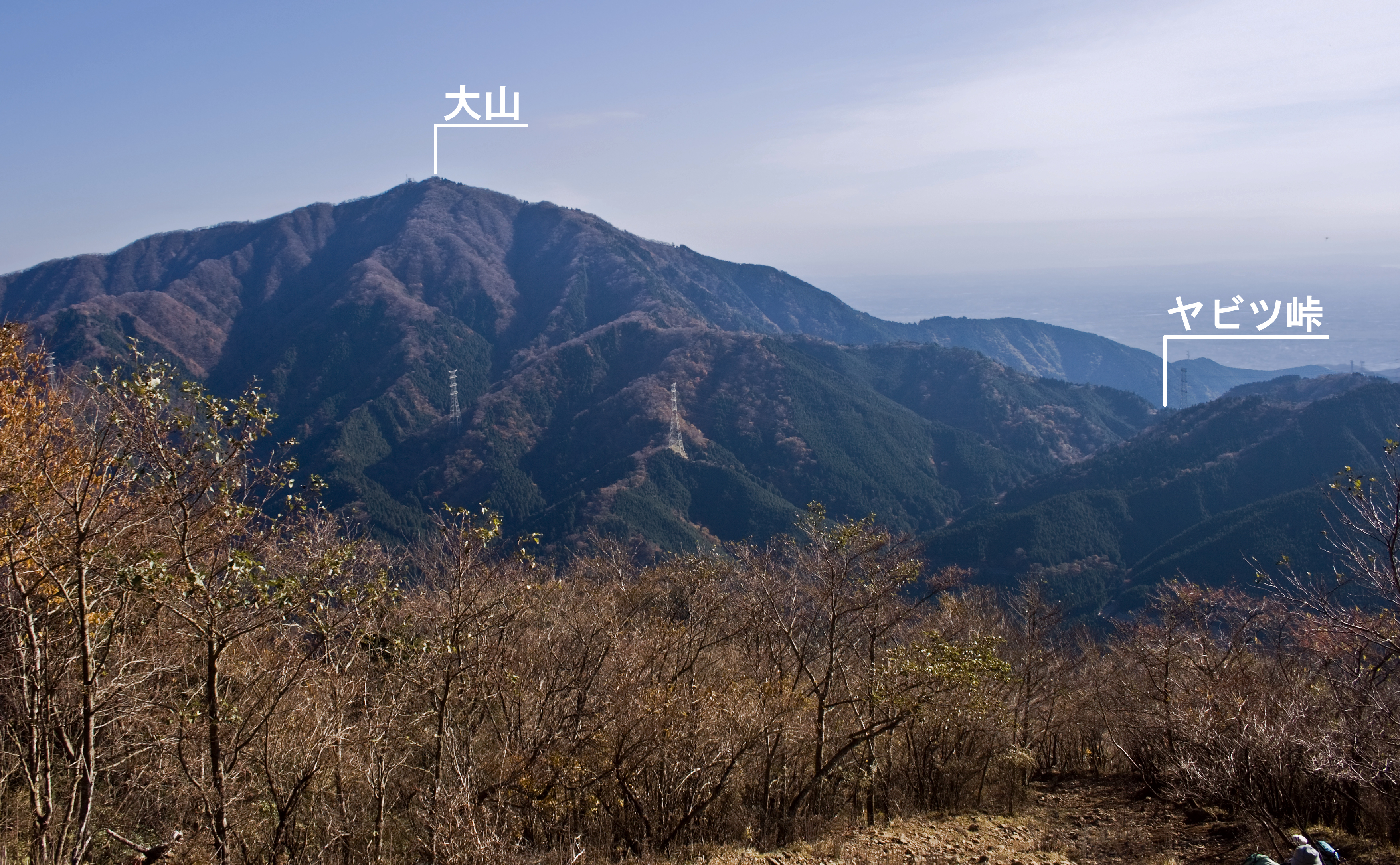
大山とヤビツ峠 （二ノ塔より撮影）

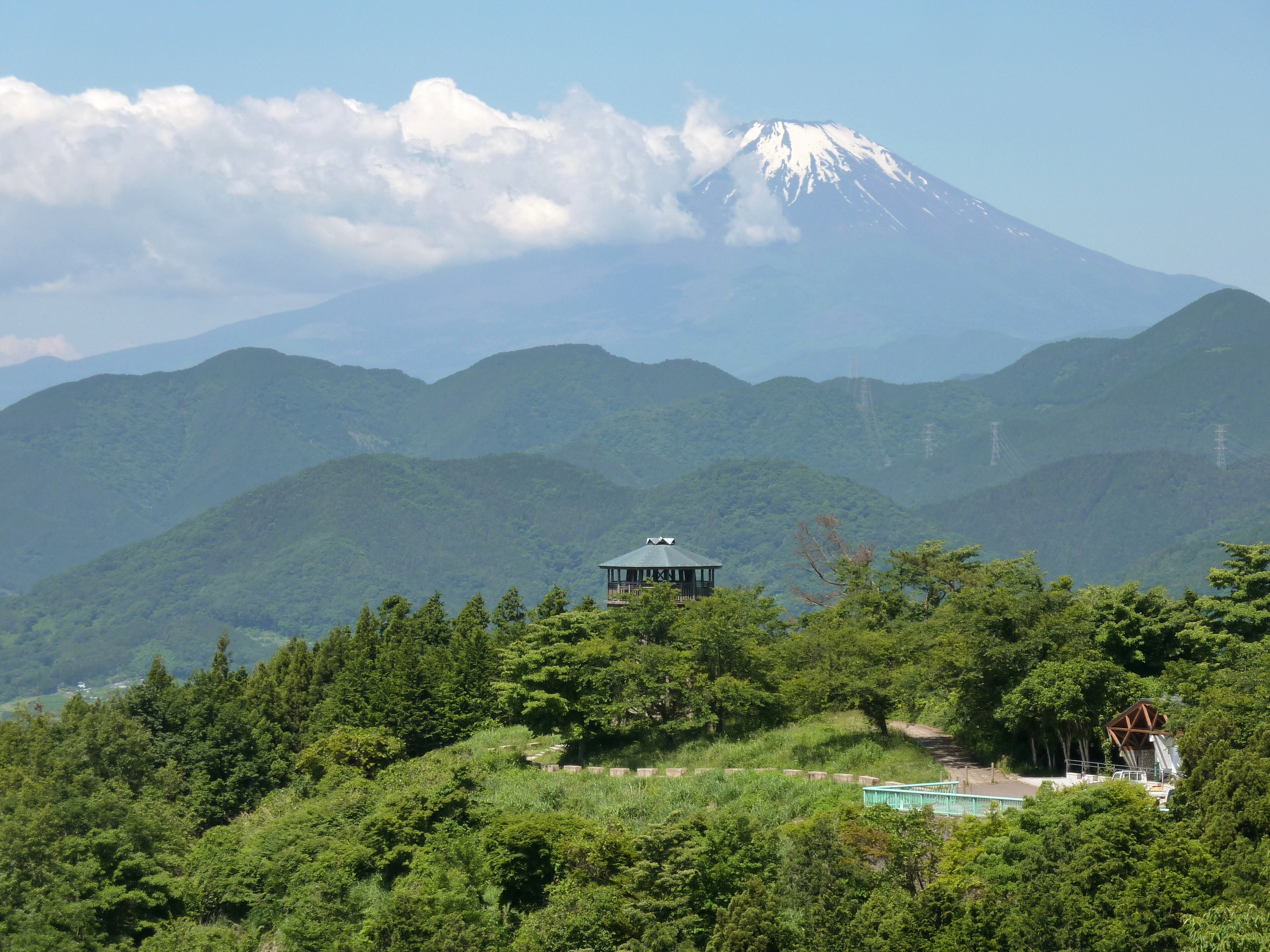
県道70号から見た菜の花台と富士山

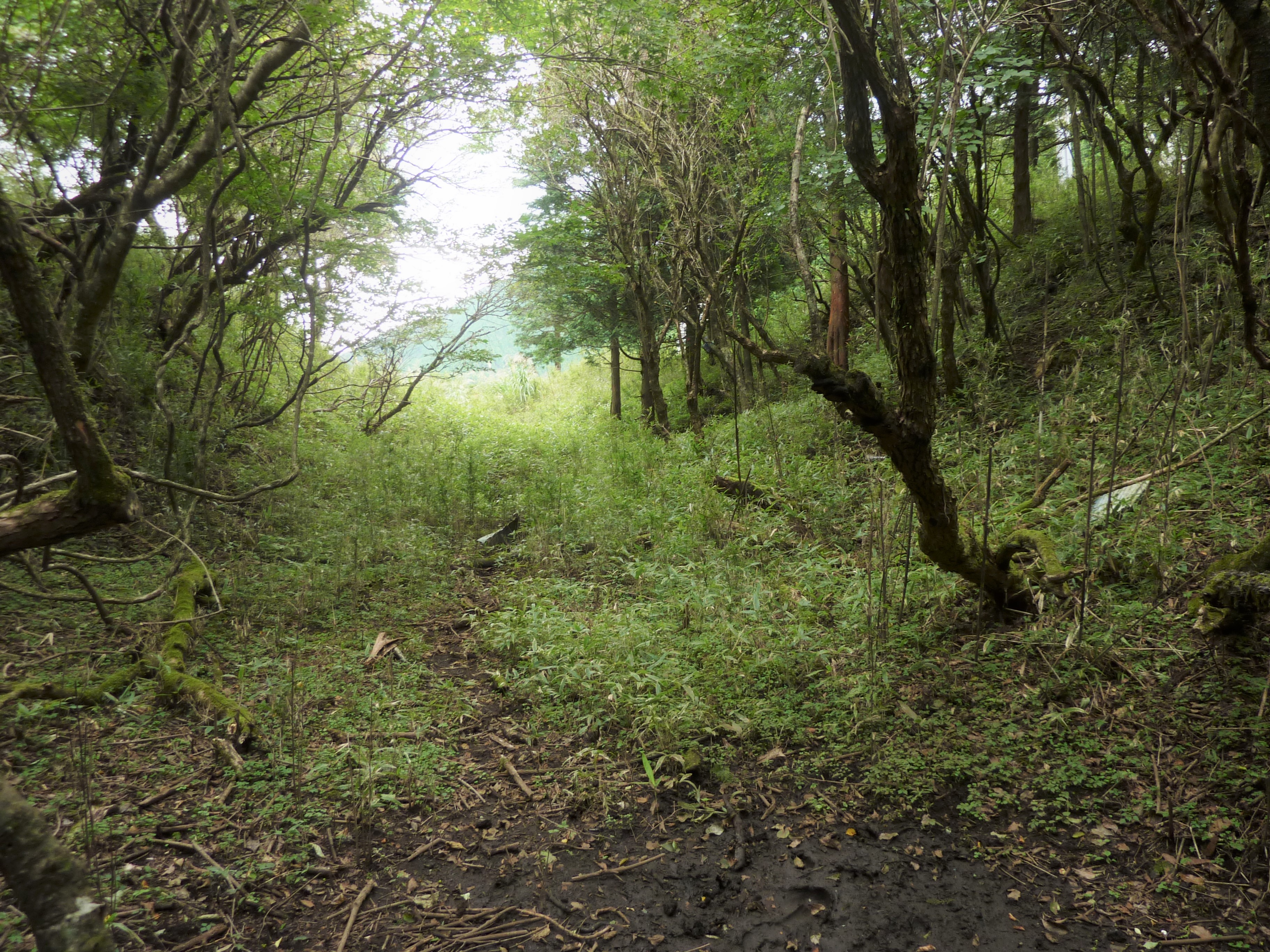
旧ヤビツ峠

ヤビツ峠（ヤビツとうげ）は、神奈川県道70号秦野清川線にある海抜761 mの峠である。鞍部は神奈川県秦野市寺山地内に位置する。「矢櫃」という漢字を当てることもあるが、カタカナ表記が一般的である。

## 概要
ヤビツ峠は丹沢山地で唯一の南北をつなぐ一般車両通行可能な峠である。同じく丹沢山地の南北をつなぐ車道の峠としては、他に犬越路（犬越路隧道）があるが、犬越路南側の犬越路林道と北側の神之川林道は許可の無い一般車両（自転車、二輪車、自動車）の通行が禁止されており、落石や崩落が頻発しているため徒歩の場合も注意が必要である   。
ヤビツ峠から秦野側は「表ヤビツ」、宮ヶ瀬湖側（神奈川県道70号秦野清川線）は「裏ヤビツ」と通称される。表ヤビツは距離が短い分、斜度は最大10 %程度と急な坂道が続く。途中には菜の花台があり、駐車場、公衆トイレ、相模湾が見渡せる木造展望台がある。県道70号の菜の花台付近は以前から走り屋の間で聖地化しており、自治体はドリフト走行や道路設備を破壊する行為の対策に頭を悩ませている。一方で、裏ヤビツは車同士のすれ違いが困難な狭隘区間が多い。
小田急小田原線秦野駅からは神奈中による路線バスが運行されており、塔ノ岳（表尾根）や大山への登山道が通じているため、休日は登山者でにぎわう。
また、自転車ヒルクライムの練習場所としても人気があり、神奈川県所属の競輪選手も街道練習によく取り入れている。ただし地元住民からは、遠方から訪れる自転車愛好者の交通安全も問題視されており、沿道には自転車のマナー向上を呼びかける掲示が多く見られる。

## 伝承
ヤビツの地名については、かつて甲斐国の武田氏と小田原の後北条氏が争った三増峠の戦いにおいて用いられた矢櫃（やびつ、矢を入れる箱）が、ヤビツ峠の西側にある「旧ヤビツ峠」を改修した際に発見されたことに由来すると言われる。
また、合戦で餓死した兵の亡霊が餓鬼となってさまよい、食物をあさっているため、峠越えをする旅人は急に空腹となって歩行困難に陥ることから、食物を峠に供えて越えなければならないという伝承がある。

## 通過する道路
- 神奈川県道70号秦野清川線

## アクセス

### 自家用車
- 秦野方面から

国道246号名古木（ながぬき）交差点から神奈川県道70号秦野清川線。
- 宮ヶ瀬湖方面から

神奈川県道64号伊勢原津久井線、宮ヶ瀬北原交差点から神奈川県道70号秦野清川線。

### バス
小田急小田原線秦野駅北口のバス4番乗場から「秦21 ヤビツ峠行」に乗車。終点「ヤビツ峠」で下車。平日は2本、土休日は5本（多客時は臨時便が増発される）と本数が少ない。